# Caso iniciativo
El caso iniciativo (abreviatura: initi ) es un caso gramatical que indica el comienzo de una acción, pero no se debe confundir con el caso egresivo. Este caso aparece en el Idioma manchú a con el sufijo " -deri ".